# Adarnassé V d'Ibérie
Adarnassé V d'Ibérie (mort moine en 961) est un duc de Tao Supérieur et un curopalate d'Ibérie de 958 à 961. Il est le fils de Soumbat Ier ou de son frère Bagrat Magistros mort en mars 945
. 

## Biographie
Adarnassé et surtout après lui son fils David le Grand Curopalate sont les figures dominantes de la dynastie au regard de la faiblesse du roi « titulaire d'Ibérie » contemporain, son cousin,Bagrat II Regwen (le Simple ou le Sot). 
La Chronique géorgienne précise que « ses fils l'ayant pris et fait moine il mourut malgré lui sous le froc ».

## Postérité
Selon Cyrille Toumanoff, Adarnassé aurait épousé une fille, fille de David Ier, prince d'Atchara et de Nigali, dont  :
- Bagrat, duc du Tao Supérieur mort en 966 ;
- David le Grand Curopalate, père adoptif du roi Bagrat III de Géorgie.